# Reisserita
Reisserita is een geslacht van vlinders van de familie echte motten (Tineidae), uit de onderfamilie Tineinae.

## Soorten
- R. arabica (Petersen, 1961)
- R. barbarosi Kocak, 1981
- R. chalcopterella (Zerny, 1936)
- R. chrysopterella (Herrich-Schäffer, 1854)
- R. haasi (Rebel, 1901)
- R. latiusculella (Stainton, 1867)
- R. luteopterella Petersen, 1957
- R. mauretanica (Baker, 1885)
- R. mauritanica (Baker, 1885)
- R. oranella (Petersen, 1957)
- R. panormitanella (Mann, 1859)
- R. parva Petersen & Gaedike, 1979
- R. pseudoranella Petersen & Gaedike, 1979
- R. relicinella (Herrich-Schäffer, 1853)
- R. zernyi Petersen, 1957